# 2017年普來利Homebox罷工事件
2017年普來利罷工事件，是2017年11月發生於台灣新竹市的一宗罷工事件，由於警方逮捕合法罷工者而受到關注。

## 事件經過
普來利公司所開設的「Homebox好博家」是複合式居家修繕商品專賣店。2017年10月，公司宣佈桃園店經營不善預計關店並資遣員工。部分員工不滿公司的後續作業，於11月13日前往公司登記所在地的新竹縣政府陳情申請勞資調解。因勞方提出優於勞基法2倍資遣費及每人加發10萬元慰問金的條件，經二次勞資協商未成。工會於2017年11月23日通過罷工投票取得合法罷工權，並於25日至營業中的新竹店前拉起罷工封鎖線發動罷工。警方前往處理時，突破罷工封鎖線與罷工者發生推擠，造成一名員警受傷。其後警方將包括工會理事長在內的其中5人逮捕並移送地檢署，後檢察官將5人無保請回。
警方宣稱因接到多通報案電話，指有人阻擋民眾進入而前往處理，因員警受傷且經民眾提告後，才依強制罪、妨礙公務及傷害罪嫌，將其中5人移送地檢署。但工會認為他們是依法拉出罷工糾察線發動罷工，警方執法過當。

## 爭議及處理過程
同月28日時代力量及普來利工會召開記者會，並請新竹市警察局列席，新竹市警察局副局長葉志誠認為一直到下午才確認為合法罷工，因此執法過程一切合法，但逮補過程確有疏失，會再檢討改進。律師邱顯智則認為依《勞資爭議處理法》發起之合法罷工若未涉及傷害他人身體生命應有免責條款，而且警方阻止律師接見當事人，痛批「這是法治國家嗎？」之後歷經數次勞資協商，雙方在同月30日晚間達成協議，工會也停止罷工。至於協議內容由於雙方簽有保密條款，故未對外公開。